# (359426) Lacks
(359426) Lacks est un astéroïde de la ceinture principale.

## Description
(359426) Lacks est un astéroïde de la ceinture principale. Il fut découvert le 10 juin 2010 aux États-Unis par le programme WISE. Il présente une orbite caractérisée par un demi-grand axe de 3,16 UA, une excentricité de 0,10 et une inclinaison de 8,0° par rapport à l'écliptique.
Il est nommé d'après Henrietta Lacks.